# أنتشون داي غن
الأمير العظيم آنتشون (안천대군 | 安川大君) , (تاريخ الولادة غير معروف , ومات في 1274) . من أفراد عشيرة جونجو يي (전주 이씨 | 全州 李氏) . اسمه عند ولادته هو : يي وسون (이어선 | 李於仙) , كسب العديد من الألقاب عندما تولى الملك تايجو الإمبراطور غوجونغ حكم جوسون .

## حياته
يي وسون هو الابن الأكبر للملك موغجو (목조 | 穆祖) , والملكة هيوغونغ من عشيرة يي (효공왕후 이씨 | 孝恭王后 李氏) , حفيد يي يانغمو (이양무) . عاش في مدينة سامتشوغ (삼척 | 三陟) , في مقاطعة غانغوون . عقيلته هي غيمهاي من عشيرة كيم (김해김씨 | 金海金氏) ابنة غمناموك (김남옥 | 金南玉) . شغل منصب دالوغاتشي (다루카치 | 達魯花赤) في مملكة يوان .
كسب لقب جواتشانسونغ (좌찬성 | 贈左贊成) عندما أصبح تايجو ملكاً لمملكة جوسون . وكسب لقب الأمير بوون (부원군 | 府院君) في شهر ديسمبر في سنة 1872 في السنة التاسعة لحكم الإمبراطور غوجونغ .

## موته
مات في 1274 , وقبره موجود في مقاطعة هامغيونغ الشمالية في محافظة وندوك . له ابن هو الأمير يونغهونغ (영흥군 | 永興君) يي كوانغ سو (이광수 | 李光粹) , والأمير غيونغهونغ (경흥군 | 敬興君) يي تشنغريانغ (이충량 | 李忠良) , والأمير جنهونغ (진흥군 | 鎭興君) يي جنغريانغ (이중량 | 李重良) . يمكن معرفة العديد من المعلومات حول أحفاده بالتفصيل عن طريق "سونوونسوكبو (선원속보 | 璿源續譜)" .

## الأسرة
- جده : يي يانغمو .
- والده : موغجو .
- والدته : الملكة هيوغونغ من عشيرة يي (효공왕후) .
- إخوته :
  - الأمير العظيم آنوون , (안원대군 | 安原大君) , أخ شقيق .
  - الأمير العظيم آنبنغ , (안풍대군 | 安豊大君) , أخ شقيق .
  - الملك العظيم يغجو , (익조대왕 | 翼祖大王)  , أخ شقيق .
  - الأمير العظيم آنتشانغ , (안창대군 | 安昌大君) , أخ شقيق .
  - الأمير العظيم آنهينغ , (안흥대군 | 安興大君) , أخ شقيق .